# Derek Shulman

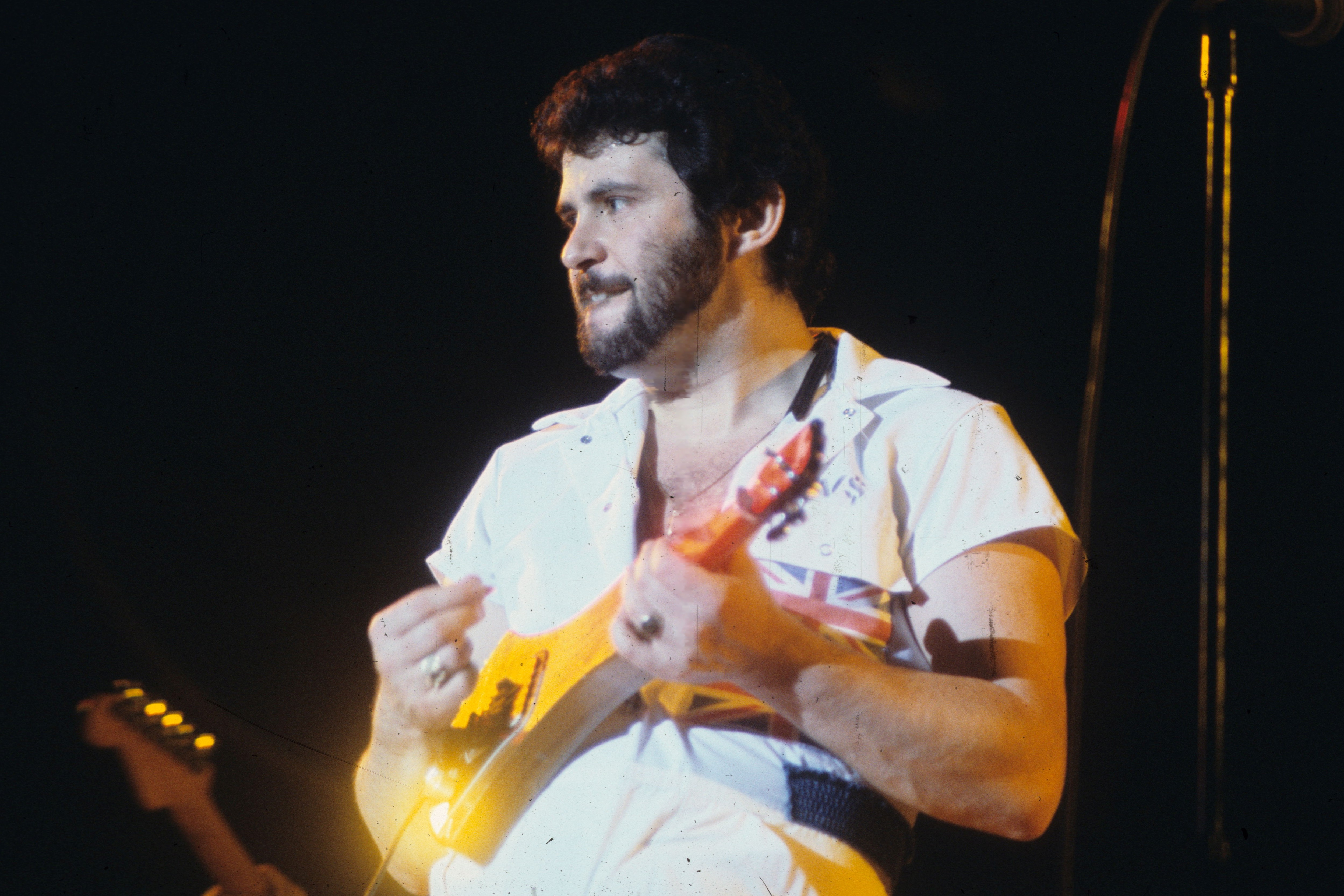
Derek Shulman 2005

Derek Victor Shulman (* 11. Februar 1947 in Glasgow, Schottland) ist ein britischer Musiker. Er war der Frontmann der Band Gentle Giant.

## Leben
Derek Shulman wurde im Glasgower Stadtteil Gorbals geboren. Er besuchte die Portsmouth Southern Gramar School und später die University of Exeter. Seine Musikerkarriere begann Derek als Sänger der britischen Popband Simon Dupree and the Big Sound zusammen mit Pete O’Flaherty, Eric Hine, Tony Ransley und seinen Brüdern Phil und Ray. Die Band, die Ende der 1960er Jahre bei Parlophone Records unter Vertrag war, erreichte mehrere kommerziell erfolgreiche Top-40-Hits, darunter dem Top-10-Hit Kites. Nach kreativen Schwierigkeiten löste sich die Band schließlich 1969 auf.
Die drei Shulman-Brüder gründeten daraufhin die Progressive-Rock-Band Gentle Giant mit dem Gitarristen Gary Green, dem Keyboarder Kerry Minnear und Schlagzeuger Martin Smith. Wie seine Brüder war Derek Multiinstrumentalist und beherrsche mehrere Instrumente, darunter Saxophon, Blockflöte, Bass, Clavichord und die eigene Shulberry, eine selbstentwickelte elektrische 3-saitige Ukulele. Bei Auftritten sang Derek Shulman auch die Parts von Kerry Minnear. Mit Gentle Giant wurde Shulman als dynamischer Frontmann in der Live-Szene populär und nahm mit der Band in zehn Jahren zwölf Alben auf. Obwohl sich die Band eine sehr treue Fangemeinde erwarb, konnte sie nie einen großen kommerziellen Erfolg verbuchen, weswegen sie sich Ende der 1970er Jahre aufgrund abnehmender Popularität nach der Veröffentlichung des Albums Civilian 1980 auflöste.
Nach seiner Musikerkarriere wurde Shulman Artists-and-Repertoire-Manager bei Polygram Records, wo er bis zum Vizepräsident aufstieg und unter anderem Bands wie Bon Jovi, Dan Reed Network, Cinderella, Kingdom Come und Enuff Z'nuff unter Vertrag nahm. 1988 wurde er Präsident und CEO von Atco Records (Warner Music Group), wo er als erstes die Blues-Rock-Band Tangier unter Vertrag nahm, gefolgt von den Progressive-Metal-Bands Dream Theater und Pantera. Außerdem baute er die Karrieren von AC/DC und Bad Company wieder auf, die beide unter seiner Leitung Multi-Platin-Alben verkauften. Danach wurde er Präsident von Roadrunner Records und betreute Plattenverträge von Bands wie Slipknot und Nickelback. Von 2003 bis 2009 leitete er zusammen mit Ron Urban und Theodore „Ted“ Green das unabhängige Label DRT Entertainment.
Im März 2010 gründete Shulman mit Leonardo Pavkovic ein weiteres Unternehmen namens 2PLUS Music & Entertainment.